# Malhada de Pedras
Malhada de Pedras är en kommun i Brasilien.   Den ligger i delstaten Bahia, i den östra delen av landet, 700 km öster om huvudstaden Brasília. Antalet invånare är 8 452.
Följande samhällen finns i Malhada de Pedras:
- Santana

Omgivningarna runt Malhada de Pedras är huvudsakligen savann. Runt Malhada de Pedras är det glesbefolkat, med 18 invånare per kvadratkilometer.